# بوسه‌های خداحافظی
بوسه های خداحافظی (به اسپانیایی: dios Amigos) چهاردهمین و آخرین آلبوم گروه موسیقی پانک راک رامونز است که توسط دانیل ری تهیه و در ۱۸ ژوئیه ۱۹۹۵ توسط رادیواکتیو رکوردز و کریسلیس رکوردز منتشر شد.
در سال بعد، تور این گروه منحل و اعضای گروه طی بیست سال آینده درگذشتند.
| بررسی انتقادی    | بررسی انتقادی |
| منبع             | رتبه‌بندی      |
| ---------------- | ------------- |
| آل میوزیک        | [ ۱ ]         |
| انترتینمنت ویکلی | A−            |
| پانک نیوز        | [ ۳ ]         |
| کیو (مجله)       | [ ۴ ]         |
| رابرت کریستگاو   | [ ۵ ]         |
| رولینگ استون     | [ ۴ ]         |
| آن کات (مجله)    | [ ۴ ]         |